# Politica Lituaniei

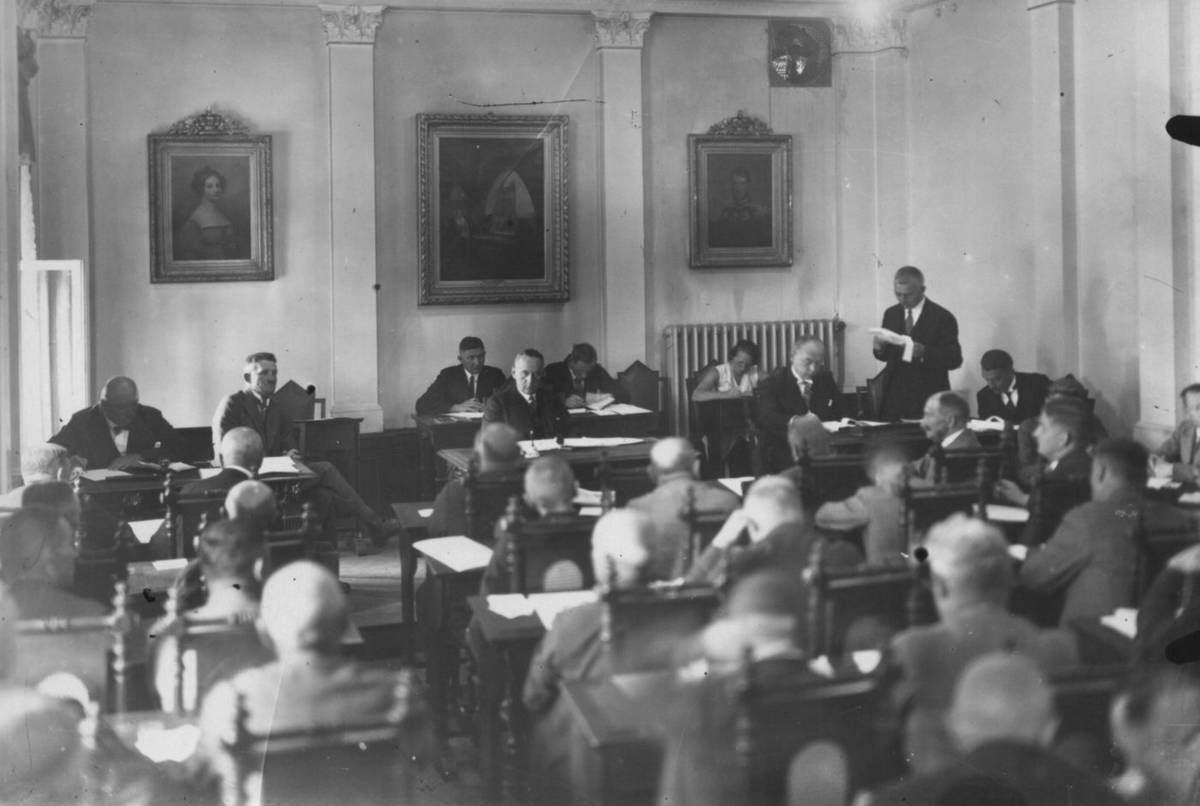
Sesiune a directoratului din Regiunea Klaipėda în 1932.

Lituania este o republică parlamentară în care puterea executivă este exercitată de un consiliu de miniștri condus de premier și numit de Parlament (numit Seim). Președintele este ales prin vot direct pentru un mandat de 5 ani, și poate avea doar două mandate de președinte.

## Relații externe
Lituania este un membru al Uniunii Europene, Consiliul Europei, un membru cu drepturi depline al  acordului Schengen și NATO. Este, de asemenea un membru al Băncii Nordice de Investiții, precum și o parte din parteneriatul de cooperare Nord-Baltic al tarilor din Europa de Nord.

### Relațiile cu statele vecine
Lituania și Rusia au semnat din 1991 diferite tratate de ratificare a granițelor. Lituania prezintă un regim de tranzit mai simplificat pentru cetățenii ruși care călătoresc din Kaliningrad spre Rusia, și în același timp Lituania se pune în acord cu cerințele de graniță ale UE și a Spațiului Schengen. Parlamentul leton nu a ratificat tratatul cu Lituania din 1998, din cauza unor posibile existențe a unor zăcăminte de hidrocarburi în zona delimitării maritime.